# Ле-Донжон
Ле-Донжо́н (фр. Le Donjon) — коммуна во Франции, находится в регионе Овернь. Департамент коммуны — Алье. Административный центр кантона Ле-Донжон. Округ коммуны — Виши.
Код INSEE коммуны — 03103.

## Население
Население коммуны на 2008 год составляло 1067 человек.
| 1962 | 1968 | 1975 | 1982 | 1990 | 1999 | 2008 |
| ---- | ---- | ---- | ---- | ---- | ---- | ---- |
| 1502 | 1512 | 1447 | 1366 | 1258 | 1168 | 1067 |

## Экономика
В 2007 году среди 564 человек в трудоспособном возрасте (15—64 лет) 408 были экономически активными, 156 — неактивными (показатель активности — 72,3 %, в 1999 году было 71,1 %). Из 408 активных работали 372 человека (201 человек и 171 женщина), безработных было 36 (9 мужчин и 27 женщин). Среди 156 неактивных 26 человек были учениками или студентами, 76 — пенсионерами, 54 были неактивными по другим причинам.